# ファーゴ (映画)
『ファーゴ』（原題: Fargo）は、1996年公開のアメリカ映画。狂言誘拐をめぐる人間模様を描いたサスペンス、ブラックコメディ。R15+指定。

## 作品解説

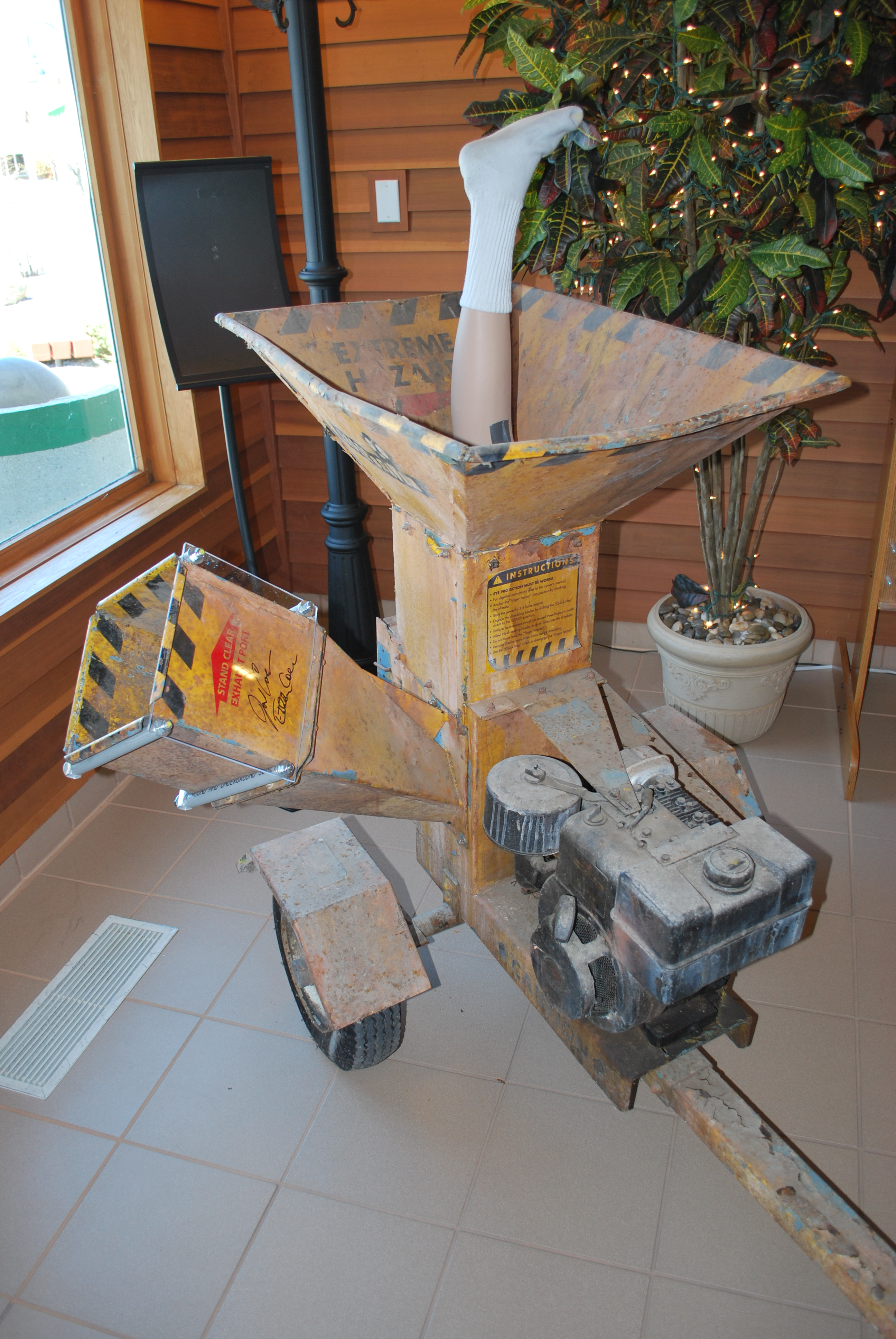
木材破砕機（ウッドチッパー）

狂言誘拐が巻き起こす悲喜劇を扱った本作品であるが、誘拐はコーエン兄弟が好んで描くモチーフである。
冒頭に実話を基にしている旨のテロップが映るが、これも演出の一つで、実際には完全なフィクションである。一方でDVDのスペシャルエディションでは、実際にウッドチッパーが死体処理に使用されたヘラ・クラフツ殺害事件にインスパイアされたことに触れている。
題名は「ファーゴ」であるが、実際に劇中で同地が舞台となるのは冒頭の酒場のシーンだけであり、物語は殆どミネソタ州のミネアポリスとブレーナードである。コーエン兄弟はタイトルを決めた理由について、単に「ファーゴの方がブレーナードより面白そうだったから」と述べている。
この映画では、登場人物全員が露骨なミネソタ訛りを話す。また主人公マージの同級生である「マイク・ヤナギタ」という日系人とのシーンは、一見するとストーリーになんの関係も無いように見えるが、この人物の振舞いは"ミネソタ・ナイス"の典型である。アメリカでは、中西部北部/ミネソタ州の人間が、人付き合いが良く外交的で他人に優しい気質を持つが、実際は他人との対立を回避する目的で偽りの善意を装い、裏では他人を卑劣に攻撃するようないわゆる受動的攻撃性を持つことを自虐的に表してこう呼ぶが、マイク・ヤナギタのシーンはこのようなミネソタ州の人間の特質を捉えているだけでなく、映画のクライマックスに影響を与えるマージの視点の変化を、観客に暗示している
。

## ストーリー
物語の舞台は1987年、ミネソタ州ミネアポリス。自動車販売店営業担当のジェリー・ランディガードは、多額の借金を抱えていた。苦境を脱するために妻ジーンの狂言誘拐を企み、販売店の社長を務める裕福な義父のウェイドから8万ドルの身代金をせしめる計画を立てる。ジェリーは自社整備工場のメカニックであるシェプから紹介された、カールとゲアという二人のチンピラとノースダコタ州のファーゴの酒場で打ち合わせをし、身代金を山分けすることとして、さらに販売店から持ち出した車を仕事用兼報酬の一部として引き渡す。
その後、前々からウェイドに持ちかけていた巨額の投資話がまとまりそうになり、ジェリーは二人組に誘拐の中止を知らせようとするが連絡がつかなかった。また、投資話もジェリーの思惑通りには進まず、ウェイドに利益をさらわれる形になったため、そのまま狂言誘拐は決行されることとなる。
二人組はジェリーの家に押し入ってジーンを誘拐し、車の後部座席に押し込む。ところが、ナンバープレートをつけ忘れていたことから、アジトへ向かう途中のブレーナードの路上でパトロール中の警官に停車を命じられた際に、ゲアが車内から警官を射殺してしまう。さらに偶然にも彼らの凶行現場を目撃した走行中の若者二人も追いかけて殺害してしまう。
翌朝、ブレーナード警察署の署長であるマージ・ガンダーソンが臨月の身を押して殺人事件の捜査に乗り出す。殺害された警察官がメモしていた車の記録から車が目撃されたモーテルを探し出し、そこで二人組と行きずりの関係を持った女達から人物風体を聴取する。また、そのモーテルから発信された電話がシェプ宛てであること、シェプの勤務先が犯罪に使用された車の所有ディーラーであることから、マージはジェリーの元を訪ねてジェリーに質問するが、その受け答えに対してマージに不信感を抱かせる。
ジェリーは誘拐犯からの伝言として、ウェイドに「ジーンの誘拐については、犯人は自分を窓口として指名してきている」と伝え、警察に行こうとするウェイドに金を用意するように説得する。だが、ことが大きくなった腹立ちから、カールはジェリーに対して報酬の引き上げとして、8万ドル全額を要求する。簡単な狂言誘拐だったはずが、いつの間にか殺人事件にまで進展してしまったことを知り、ジェリーは慄然とする。彼は、誘拐犯が100万ドルの身代金を要求してきたとウェイドに告げ、ウェイドは金を用意する。しかし誘拐犯との約束の日、ウェイドはジェリーを信用せず、自ら身代金を持って誘拐犯と直接交渉しに行く。
待ち合わせの場所に現れたウェイドを見て、カールは約束が違うと怒りを露にする。ジーンを解放しなければ身代金は渡せないと強弁するウェイドに逆上したカールは、彼を射殺し、大金の入ったブリーフケースを奪って去る。その後、待ち合わせの場所に来たジェリーはウェイドの死体を見つけ、それを車のトランクに載せて現場から立ち去る。
一方、ウェイドから奪った現金が100万ドルもあることを知ったカールは、それを独り占めにしようと、ブリーフケースを道中の雪原に埋める。アジトに戻った時には、ジーンはゲアによって殺されていた。カールは100万ドルから抜き取った8万ドルをゲアと山分けするが、誘拐に使った車をどちらが手にするかで口論、その結果カールはゲアに斧で殺害されてしまう。
ジェリーに対する疑いを強めたマージは、再び販売店を訪れて尋問するが、ジェリーに車で逃げられる。マージは部下に、ジェリーとウェイドの捜索を指示する。また、地元のバーテンダーが会話したという怪しい客の情報から、ムース湖に偵察に行く。そこで彼女は殺人事件に使用された車と、カールの死体を木材破砕機で粉微塵にしているゲアの姿を見つける。マージは逃げようとするゲアの足を撃ち、確保に成功する。署へ移送中、マージは後部座席のゲアに向かって「どうしてこんなちょっとばかりのお金のために人を殺したのか」「人生にはお金より大切なものがある」と問いかけるが、ゲアは何も答えず護送中の車内から外を眺める。
逃亡中だったジェリーも、ビスマーク郊外のモーテルで逮捕された。
自宅の寝室でテレビを見るマージに、夫のノームは自分の絵が3セント切手の絵柄に採用されたと告げ、2ヶ月後に出産予定のマージは夫とダブルベッドで肩を寄せあう。

## 登場人物・キャスト
マージ・ガンダーソン
演 - フランシス・マクドーマンド
ブレーナード警察署の署長。臨月の妊婦。卓越した捜査能力を持ち、管轄内で起きた殺人事件の真相を追う。
ジェローム・“ジェリー”・ランディガード
演 - ウィリアム・H・メイシー
自動車販売店の営業部長。小心者で、自身が勤務する自動車販売店を経営する義父（妻の父親）には頭が上がらない。多額の借金を抱えており、妻の狂言誘拐を計画する。
カール・ショウォルター
演 - スティーヴ・ブシェミ
誘拐の実行犯であるチンピラの片割れ。口数が多く、自身を大きく見せているが実は小物。次第に暴走していく相棒のゲアに振り回される。劇中に登場する複数の人物に「変な顔」と称される。
ゲア・グリムスラッド
演 - ピーター・ストーメア
誘拐の実行犯であるチンピラの片割れ。無口で大柄。人を殺害することに全く躊躇がない異常者で、突発的な理由で次々と殺人を繰り返していく。
ウェイド・グスタフソン
演 - ハーヴ・プレスネル
自動車販売店を経営するジェリーの義父。やり手の経営者で非常に裕福。頼りにならないジェリーのことは軽く見ている。
ジーン・ランディガード
演 - クリステン・ルドルード
ジェリーの妻でウェイドの娘。夫や父とは違い、優しく素朴な性格。夫が計画した狂言誘拐の被害にあう。
スコティ・ランディガード
演 - トニー・デンマン
ジェリーとジーンの息子。反抗期で両親に対しても反発的な態度を取っていたが、母が誘拐されてからはその安否を心配する。
シェプ・プラウドフット
演 - スティーヴ・リーヴィス
ジェリーが勤める自動車販売店の整備工。ジェリーに誘拐の実行犯としてゲアを紹介する。麻薬で仮釈放中。
ノーム・ガンダーソン
演 - ジョン・キャロル・リンチ
マージの夫。売れない画家。
マイク・ヤナギタ
演 - スティーヴ・パク
マージの学生時代の同級生。突然マージに連絡してきて、彼女と再会の約束をする。

## 日本語吹替
| 役名                     | 俳優                       | 日本語吹替                            | 日本語吹替 |
| 役名                     | 俳優                       | ソフト版                              | テレビ東京版                                                                                                   |
| ------------------------ | -------------------------- | ------------------------------------- | --- |
| マージ・ガンダーソン     | フランシス・マクドーマンド | 塩田朋子                              | 高島雅羅 |
| ジェリー・ランディガード | ウィリアム・H・メイシー    | 佐古正人                              | 古川登志夫 |
| カール・ショウォルター   | スティーヴ・ブシェミ       | 小杉十郎太                            | 大塚芳忠 |
| ゲア・グリムスラッド     | ピーター・ストーメア       | 荒川太郎                              | 菅生隆之 |
| ウェイド・グスタフソン   | ハーヴ・プレスネル         | 有川博                                | 大木民夫 |
| ジーン・ランディガード   | クリステン・ルドルード     | さとうあい                            | 雨蘭咲木子 |
| スコティ・ランディガード | トニー・デンマン           | 木村良平                              | |
| シェプ・プラウドフット   | スティーヴ・リーヴィス     | 梅津秀行                              | 斎藤志郎 |
| スタン・グロスマン       | ラリー・ブランデンバーグ   | 稲葉実                                | 小島敏彦 |
| ノーム・ガンダーソン     | ジョン・キャロル・リンチ   | 土師孝也                              | 牛山茂 |
| マイク・ヤナギタ         | スティーヴ・パク           | 坂口賢一                              | |
| ルー・ゲッチェル巡査     | ブルース・ボーン           | 小山武宏                              | |
| オルソン巡査             | クリフ・レイカード         | 岩田安生                              | |
| 州警察官                 | ジェームズ・ゴールク       | 星野充昭                              | |
| モーラ氏                 | ベイン・ベルーケ           | 小山武宏                              | |
| イラつく客               | ゲイリー・ヒューストン     | 後藤哲夫                              | |
| イラつく客の妻           | サリー・ウィンガート       |                                       | |
| その他声の出演           | その他声の出演             | 深水由美 大坂史子 定岡小百合 伊藤栄次 | 本田貴子 後藤敦 広瀬正志 相沢正輝 水野龍司 仲野裕 幸田夏穂 加藤沙織 寺内よりえ 樫井笙人 吉田孝 青木誠 丸山純路 |
|                          |                            |                                       | |
| 演出                     |                            | 松岡裕紀                              | 田島荘三 |
| 翻訳                     |                            | 宮川桜子                              | 尾崎順子 |
| 調整                     |                            | 長井利親                              | 遠西勝三 |
| 効果                     |                            |                                       | リレーション                                                                                                   |
| 担当                     |                            |                                       | 細谷美樹 豊田定男                                                                                              |
| プロデューサー           |                            | 細谷衣里                              | 久保一郎 渡邉一仁 八田紳作                                                                                     |
| 制作                     |                            | アスミック ACクリエイト               | テレビ東京 コスモプロモーション                                                                                |
| 初回放送                 |                            |                                       | 2002年9月26日 『木曜洋画劇場』                                                                                 |

## 反響・評価
映画は1996年3月8日に北米で公開され、約2400万ドルの興行収入を挙げた。これまで、批評家たちからの評価は高いものの、興行的な成功とは縁遠かったコーエン兄弟の映画としては、『赤ちゃん泥棒』以来のヒット作となった。批評家たちからも絶賛を受けたこの作品は、名実共に彼らの代表作となった。
同年度のアカデミー賞では作品賞を含む7部門の候補となり、そのうち主演女優賞、脚本賞の2部門で受賞した。その他にもカンヌ国際映画祭監督賞、英国アカデミー賞監督賞など受賞多数。インディペンデント・スピリット賞では作品賞や監督賞を含む、候補になった6部門全てを受賞すると言う快挙を成し遂げた。日本では1996年度のキネマ旬報外国語映画ベスト・テン第4位にランクインした。
1998年にアメリカン・フィルム・インスティチュートが選んだ映画ベスト100中第84位にランクインした。2006年にはアメリカ国立フィルム登録簿に登録された。
フランシス・マクドーマンド演じる女性署長マージは、その印象的なキャラクターによって映画史に特筆される人気者となった。役作りのために知人からミネソタ訛りの英語を習得したマクドーマンドの演技は絶賛され、第69回アカデミー賞の主演女優賞を与えられた。1997年には、マージを主役としたテレビドラマシリーズを放送する計画もあったが、パイロット版が製作されたのみで実現には至らなかった。そのパイロット版では、イーディ・ファルコがマージを演じていた。
2003年にアメリカン・フィルム・インスティチュートが選んだアメリカ映画100年のヒーローと悪役ベスト100では、マージ・ガンダーソンがヒーロー部門第33位にランクインした。

## リブート
本作のリブート作品 となるTVドラマ『FARGO/ファーゴ』が製作された。内容は映画版とは大きく異なる。

## 派生事象
2001年、東京在住の日本人女性が、映画の舞台であるノース・ダコタ州ファーゴから東に60キロの地点で凍死しているのが発見された。その6日前に一度この女性を保護した地元警官が、「彼女は、映画『ファーゴ』の誘拐犯が地面に埋めた金の詰まったブリーフケースを探していた」と証言したというニュースから、映画冒頭の演出文を真に受けた女性が、宝探しにファーゴを訪れ、遭難して死亡したという都市伝説が全米にひろまった。実際には、英語が拙い日本人女性との対話の行き違いから保安官が勘違いした内容が、そのまま報道されてしまったものであり、死の前の知人との電話や家族に送っていた遺書などから、仕事や恋愛の行き詰まりによる自殺というのが真相であると判明している。
2003年に、この都市伝説についての米国人ジャーナリストの調査内容が、『This is a True Story』というタイトルのドキュメンタリー映画になっているが、真相を知った上で、都市伝説としての内容を題材にした映画『トレジャーハンター・クミコ』が、菊地凛子主演で製作され好評を得ている。